# Dibujos Animados Chamartín
Dibujos Animados Chamartín és un estudi d'animació de Barcelona que va estar en actiu des del 1941 fins al 1945 de forma estable. Amb seu a la Casa Batlló, va néixer de la fusió de dos estudis previs: Dibsono films, fundat el 1940 per l'editor Alejandro Fernández de la Reguera, i Hispano Gráfic Films, fundat el 1939 per l'editor de la revista En Patufet, Jaume Baguñà. Es van formar tres equips: Francesc Tur s'encarregà del primer amb la sèrie de Dibsono Films Don Cleque, el segon fou per a la sèrie Garabatos, una revista animada en què van participar la majoria d'animadors i va alternar directors, i el tercer fou l'equip de Josep Escobar i els seus personatges com ara Civilón, Pituco i Zapirón. La tripartició dels animadors es va conservar per fer el darrer llargmetratge de la casa: Érase una vez...', que els germans Baguñà van cedir a Estela Films davant les dificultats per trobar finançament.